# Crypsicharis enthetica
Crypsicharis enthetica är en fjärilsart som beskrevs av Edward Meyrick 1922. Crypsicharis enthetica ingår i släktet Crypsicharis och familjen plattmalar. Inga underarter finns listade i Catalogue of Life.